# Comuna Osby
Osby (Osby kommun) este o comună din comitatul Skåne län, Suedia, cu o populație de 12.713 locuitori (2013).

## Geografie

### Zone urbane
Lista celor mai mari zone urbane din comună (anul 2015) conform Biroului Central de Statistică al Suediei:
| Nr | Zona urbană | Pop.  |
| -- | ----------- | ----- |
| 1  | Osby        | 7.554 |
| 2  | Lönsboda    | 1.986 |
| 3  | Killeberg   | 596   |

## Demografie
| \| Evoluția demografică în comuna Osby, 1970–2015 \| Evoluția demografică în comuna Osby, 1970–2015 \| Evoluția demografică în comuna Osby, 1970–2015 \| Evoluția demografică în comuna Osby, 1970–2015 \| Evoluția demografică în comuna Osby, 1970–2015 \| \| ----------------------------------------------------------------------------------------------------- \| ---------------------------------------------- \| ---------------------------------------------- \| ---------------------------------------------- \| ---------------------------------------------- \| \| An \| \| \| Locuitori \| \| \| 1970 \| 1970 \| \| 13732 \| 13732 \| \| 1975 \| 1975 \| \| 13810 \| 13810 \| \| 1980 \| 1980 \| \| 13765 \| 13765 \| \| 1985 \| 1985 \| \| 13581 \| 13581 \| \| 1990 \| 1990 \| \| 13742 \| 13742 \| \| 1995 \| 1995 \| \| 13610 \| 13610 \| \| 2000 \| 2000 \| \| 12742 \| 12742 \| \| 2005 \| 2005 \| \| 12600 \| 12600 \| \| 2010 \| 2010 \| \| 12724 \| 12724 \| \| 2015 \| 2015 \| \| 12954 \| 12954 \| \| Sursa: SCB - Statistika Centralbyrån, Folkmängd efter region, civilstånd, ålder och kön. År 1968–2016 \| \| \| \| \| |      |  |           |       |
| Evoluția demografică în comuna Osby, 1970–2015 |      |  |           |       |
| An |      |  | Locuitori |       |
| 1970 | 1970 |  | 13732     | 13732 |
| 1975 | 1975 |  | 13810     | 13810 |
| 1980 | 1980 |  | 13765     | 13765 |
| 1985 | 1985 |  | 13581     | 13581 |
| 1990 | 1990 |  | 13742     | 13742 |
| 1995 | 1995 |  | 13610     | 13610 |
| 2000 | 2000 |  | 12742     | 12742 |
| 2005 | 2005 |  | 12600     | 12600 |
| 2010 | 2010 |  | 12724     | 12724 |
| 2015 | 2015 |  | 12954     | 12954 |
| Sursa: SCB - Statistika Centralbyrån, Folkmängd efter region, civilstånd, ålder och kön. År 1968–2016 |      |  |           |       |